# 地级行政区
地级行政区 即“地区级别行政区”，是现行中华人民共和国行政区划中常规的第二级行政区划单位，包括地级市、地区、盟、自治州等。
地级行政区隶属于省、自治区、直辖市等省级行政区之下；下辖若干个县、区、县级市、旗等县级行政区。地级行政区本级党政机关的行政级别为正厅级。
实际上，省辖市与地级市并不完全相同。省辖市是在省或自治区直辖下的市，既可以是地级市，也可以是县级市（如海南省的五指山市）。

## 沿革
1950年起，中華人民共和国政府即开始根据《共同纲领》设置级别介于省县之间的民族自治区，惟名称上自治区的行政级别无法以省、县区分。
1954年宪法正式确立自治州作为省县之间的行政区划级别，同时允许“较大的市”设立市辖区，为非民族自治区域实行四级行政区划埋下了伏笔。但由于市辖区行政级别未明确，因此除自治州外，中国大陸大部分地区仍施行省、县、乡三级行政区划。此时，各省已设置有大量的省县之间的“行政专区”，内蒙古自治区设有自治区、旗/县之间的盟，但这些单位都不选举人大、不设置政府，不属于正式的行政区。
1978年宪法中正式允许“较大的市”（非直辖市）辖县，使非民族自治区域有了设立四级行政区划的法律基础。
1983年前，地级行政区包括盟、自治州、地区、省辖市。地区、盟作为“地级行政区”类型属虚级。省辖市的行政地位一般认定与“地区”相当，官方统计多将其与县级市同划为“市”，同时作为区划和城市的概念。
1983年开始推行地级行政区划改革，“省辖市”开始改为“地级市”，全面推行“市管县”和“市管市”，并将“地级市”完全纳入“地级行政区”，“地级行政区”由虚转实演变为第二级地方行政区划。随之出现全局性的地市合并，建立中心城市。至1986年，地级市达到166个，占324个地级行政区的51.2％，成为地级行政区的主体。

### 地改市
“地改市”，即撤销地区建制，改为地级市建制，包括撤地建市（撤地区建地级市）和地区、地级市合并。“地改市”为1983年开始的“地级行政区改革”主要内容。1982年及其以前，地区为地级行政区的主要形式。1982年地区数170个，占318个地级行政区的53.5％；2004年仅存地区17个，占333个地级行政区的5.1％；2017年仅存地区7个，分布在新疆、黑龙江和西藏。
- 地市合并，指“地区”和“地级市”合并。对“地区行政公署”和“地级市政府”同驻一个中心城市的情况合并为一个“地级市”。
- 撤地建市，撤销地区，成立新的地级市。撤地建市亦称为“地改市”，即地区成建制改为地级市，新的地级市承袭原地区的辖域。

## 法律地位
1954年宪法中，就正式确立了自治州作为省县之间的行政区划级别；专区行政公署作为省、自治区派出机构不是行政区划。但从实际情况来看，地区行政公署的办事机构和政府机构类似。从法律上广泛确立“地区”则源自“文化大革命”（“文革”）时期。文革期间“专区”的法律地位发生重大变化，其行政管理机构——“专区行政公署”改为党政合一的革命委员会，专区改称为“地区”，1970年全国对专区全面改称为“地区”。1975年颁布的《中华人民共和国宪法》规定，地区设地方国家权力机关——人民代表大会，地方各级革命委员会即是地方各级代表大会的常设机关，同时又是“地方各级人民政府”，从而在根本大法中默认了地区作为一级行政区划的建制。至此，中国大陸行政区划三、四级制并存、以三级制为主的体制开始演变为以四级制为主。1978年颁布的《中华人民共和国宪法》及其修正案恢复地区行政公署作为省、自治区派出机构的法律地位，不过正式允许“较大的”（省辖）市辖县，奠定了今天省、市、县、乡四级行政区的法律基础。

## 歷史

### 1949年及1950年代
1949年中國大陸行政区划之专级行政区（第二级地方）共293个，其中195专区、8盟、54省辖市、21行政督察区、4行政区、1行署区、1特区、1直辖区、1委员会、2行署、1矿区、3基巧、1噶本（根据《中国政区地理》，刘君德主编）。其时由于正处中华人民共和国时期，主要沿用中华民国国民政府时期的区划体制。到1959年共有153个专区级行政区（不含台湾省和西藏地方），4行政区、119专区、29自治州和7盟，另外省辖市为纳入。
| 年份   | 合计 | 专区 | 地区 | 盟 | 自治州 | 自治区 | 行政区 | 分区 | 特别区 | 管理局 | 办事处 | 行署 | 矿区 | 盐区 | 特区 | 部 | 临时行政委员会 |
| ------ | ---- | ---- | ---- | -- | ------ | ------ | ------ | ---- | ------ | ------ | ------ | ---- | ---- | ---- | ---- | -- | -------------- |
| 1949年 | 215  | 185  | －   | 8  | －     | －     | 4      | 12   | －     | －     | －     | 3    | 1    | －   | 1    | － | 1              |
| 1952年 | 212  | 187  | －   | 3  | －     | 13     | 1      | －   | 1      | 1      | 1      | －   | 1    | 1    | －   | 3  | －             |
| 1953年 | 178  | 152  | 1    | 3  | －     | 14     | 7      | －   | －     | －     | －     | －   | 1    | －   | －   | － | －             |
| 1956年 | 188  | 140  | 3    | 8  | 29     | 1      | 4      | －   | －     | 1      | 2      | －   | －   | －   | －   | － | －             |

### 1960年代至70年代
| 年份                            | 合计 | 专区 | 地区 | 自治州 | 盟 | 行政区 | 省辖市 | 办事处 | 管理局 |
| ------------------------------- | ---- | ---- | ---- | ------ | -- | ------ | ------ | ------ | ------ |
| *1959年                         | 159  | 119  | -    | 29     | 7  | 4      | ?      | -      | -      |
| 1961年                          | 234  | 135  | -    | 29     | 7  | 3      | 58     | -      | 2      |
| 1963年                          | 265  | 151  | -    | 29     | 7  | 2      | 76     | -      | -      |
| *1965年                         | 205  | 168  | -    | 29     | 7  | 1      | ?      | -      | -      |
| *1970年                         | 211  | -    | 174  | 29     | 7  | 1      | ?      | -      | -      |
| *1971年                         | 209  | -    | 172  | 29     | 7  | 1      | ?      | -      | -      |
| *1972年                         | 211  | -    | 174  | 29     | 7  | 1      | ?      | -      | -      |
| *1973年                         | 211  | -    | 174  | 29     | 7  | 1      | ?      | -      | -      |
| 1974年                          | 289  | -    | 174  | 29     | 7  | 1      | 78     | -      | -      |
| 1976年                          | 301  | -    | 176  | 29     | 7  | 1      | 88     | -      | -      |
| 1977年                          | 310  | -    | 175  | 29     | 7  | 1      | 97     | 1      | -      |
| 1978年                          | 307  | -    | 173  | 29     | 7  | 1      | 97     | -      | -      |
| 1979年                          | 312  | -    | 171  | 29     | 8  | 1      | 103    | -      | -      |
| 1980年                          | 311  | -    | 170  | 29     | 9  | 1      | 102    | -      | -      |
| 1981年                          | 315  | -    | 168  | 30     | 9  | 1      | 107    | -      | -      |
| 1982年                          | 319  | -    | 170  | 30     | 9  | 1      | 109    | -      | -      |
| 说明：带“*”表示合计未计入省辖市 |      |      |      |        |    |        |        |        |        |

### 1983年地级行政区划改革以后

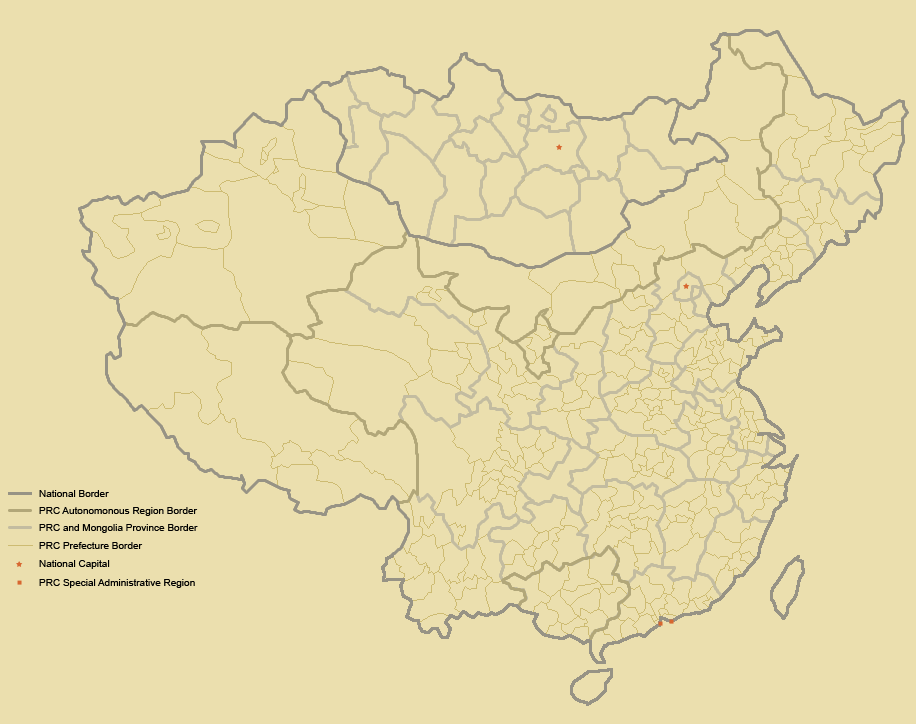
中华人民共和国省级行政区、地级行政区和蒙古国省级行政区

随着1983年开始的“地级行政区划改革”，随之出现全局性的“地市合并”——建立中心城市。目的是打破多年来市县之间的行政壁垒和城乡分割、工农分离的格局，发挥中心城市对农村拉动作用，但后来弊端越来越多，尤其是一些不具备经济辐射能力的城市强行升格，现在与辖县矛盾加大，弊端明显。
在各个省、自治区，省、县、乡三级行政体制实际为省、地、县、乡四级行政体制由此造成诸多弊端。一是中央人民政府的政令不畅；二是财力过于集中地市一级的城市基础设施建设而忽视县级建设。目前要求直管的呼声很高，自2002年开始，湖北、浙江等部分省渐渐实行在经济上省直管县的办法，行政管理层级开始出现变化，如湖北省出现局部的“省直管市”——省人民政府直接管辖的“县级市”。
| 年份   | 合计 | 地区 | 自治州 | 盟 | 行政区 | 地级市 |
| ------ | ---- | ---- | ------ | -- | ------ | ------ |
| 1983年 | 323  | 138  | 31     | 8  | 1      | 145    |
| 1984年 | 323  | 135  | 31     | 8  | 1      | 148    |
| 1985年 | 327  | 125  | 31     | 8  | 1      | 162    |
| 1986年 | 325  | 119  | 31     | 8  | 1      | 166    |
| 1987年 | 326  | 117  | 30     | 8  | 1      | 170    |
| 1988年 | 334  | 113  | 30     | 8  | -      | 183    |
| 1990年 | 336  | 113  | 30     | 8  | -      | 185    |
| 1991年 | 338  | 113  | 30     | 8  | -      | 187    |
| 1993年 | 335  | 101  | 30     | 8  | -      | 196    |
| 1994年 | 333  | 89   | 30     | 8  | -      | 206    |
| 1995年 | 334  | 86   | 30     | 8  | -      | 210    |
| 1998年 | 331  | 66   | 30     | 8  | -      | 227    |
| 1999年 | 331  | 58   | 30     | 7  | -      | 236    |
| 2000年 | 333  | 37   | 30     | 7  | -      | 259    |
| 2001年 | 332  | 32   | 30     | 5  | -      | 265    |
| 2002年 | 332  | 22   | 30     | 5  | -      | 275    |
| 2003年 | 333  | 18   | 30     | 3  | -      | 282    |
| 2004年 | 333  | 17   | 30     | 3  | -      | 283    |
| 2005年 | 333  | 17   | 30     | 3  | -      | 283    |
| 2006年 | 333  | 17   | 30     | 3  | -      | 283    |
| 2007年 | 333  | 17   | 30     | 3  | -      | 283    |
| 2008年 | 333  | 17   | 30     | 3  | -      | 283    |
| 2009年 | 333  | 17   | 30     | 3  | -      | 283    |
| 2010年 | 333  | 17   | 30     | 3  | -      | 283    |
| 2011年 | 332  | 15   | 30     | 3  | -      | 284    |
| 2012年 | 333  | 15   | 30     | 3  | -      | 285    |
| 2013年 | 333  | 14   | 30     | 3  | -      | 286    |
| 2014年 | 333  | 12   | 30     | 3  | -      | 288    |
| 2015年 | 334  | 10   | 30     | 3  | -      | 291    |
| 2016年 | 334  | 8    | 30     | 3  | -      | 293    |
| 2017年 | 334  | 7    | 30     | 3  | -      | 294    |
| 2018年 | 334  | 7    | 30     | 3  | -      | 294    |
| 2019年 | 333  | 7    | 30     | 3  | -      | 293    |
| 2020年 | 333  | 7    | 30     | 3  | -      | 293    |
| 2021年 | 333  | 7    | 30     | 3  | -      | 293    |
| 2022年 | 333  | 7    | 30     | 3  | -      | 293    |

### 1988年至今
從1988年至今，仅存两种类型的地级行政区：
- 自治州
- 地级市（其中直筒子市的级别未被宪法确认）

以及两种类型的地级派出单位：
- 地区：指设立行政专员公署指导工作的区域。
  - 行政长官：最高行政長官称爲地区行署專員；
  - 行政地位：介于省和县之间，属于准行政区；
  - 行政机构：地区行政公署（地区行署）。
- 盟（內蒙古）

## 各省、自治区地级行政区列表

### 华北地区
华北地区共有34个地级行政区：
河北省（11个）
- 石家庄市、唐山市、秦皇岛市、邯郸市、邢台市、保定市、张家口市、承德市、沧州市、廊坊市、衡水市

山西省（11个）
- 太原市、大同市、阳泉市、长治市、晋城市、朔州市、晋中市、运城市、忻州市、临汾市、吕梁市

内蒙古自治区（12个）
- 呼和浩特市、包头市、乌海市、赤峰市、通辽市、鄂尔多斯市、呼伦贝尔市、巴彦淖尔市、乌兰察布市、兴安盟、锡林郭勒盟、阿拉善盟

### 东北地区
东北地区共有36个地级行政区：
辽宁省（14个）
- 沈阳市、大连市、鞍山市、抚顺市、本溪市、丹东市、锦州市、营口市、阜新市、辽阳市、盘锦市、铁岭市、朝阳市、葫芦岛市

吉林省（9个）
- 长春市、吉林市、四平市、辽源市、通化市、白山市、松原市、白城市、延边朝鲜族自治州

黑龙江省（13个）
- 哈尔滨市、齐齐哈尔市、鸡西市、鹤岗市、双鸭山市、大庆市、伊春市、佳木斯市、七台河市、牡丹江市、黑河市、绥化市、大兴安岭地区

### 华东地区
华东地区共有76个地级行政区：
江苏省（13个）
- 南京市、无锡市、徐州市、常州市、苏州市、南通市、连云港市、淮安市、盐城市、扬州市、镇江市、泰州市、宿迁市

浙江省（11个）
- 杭州市、宁波市、温州市、嘉兴市、湖州市、绍兴市、金华市、衢州市、舟山市、台州市、丽水市

安徽省（16个）
- 合肥市、芜湖市、蚌埠市、淮南市、马鞍山市、淮北市、铜陵市、安庆市、黄山市、滁州市、阜阳市、宿州市、六安市、亳州市、池州市、宣城市

福建省（9个）
- 福州市、厦门市、莆田市、三明市、泉州市、漳州市、南平市、龙岩市、宁德市

江西省（11个）
- 南昌市、景德镇市、萍乡市、九江市、新余市、鹰潭市、赣州市、吉安市、宜春市、抚州市、上饶市

山东省（16个）
- 济南市、青岛市、淄博市、枣庄市、东营市、烟台市、潍坊市、济宁市、泰安市、威海市、日照市、临沂市、德州市、聊城市、滨州市、菏泽市

### 中南地区
中南地区共有83个地级行政区：
河南省（17个）
- 郑州市、开封市、洛阳市、平顶山市、安阳市、鹤壁市、新乡市、焦作市、濮阳市、许昌市、漯河市、三门峡市、南阳市、商丘市、信阳市、周口市、驻马店市

湖北省（13个）
- 武汉市、黄石市、十堰市、宜昌市、襄阳市、鄂州市、荆门市、孝感市、荆州市、黄冈市、咸宁市、随州市、恩施土家族苗族自治州

湖南省（14个）
- 长沙市、株洲市、湘潭市、衡阳市、邵阳市、岳阳市、常德市、张家界市、益阳市、郴州市、永州市、怀化市、娄底市、湘西土家族苗族自治州

广东省（21个）
- 广州市、韶关市、深圳市、珠海市、汕头市、佛山市、江门市、湛江市、茂名市、肇庆市、惠州市、梅州市、汕尾市、河源市、阳江市、清远市、东莞市、中山市、潮州市、揭阳市、云浮市

广西壮族自治区（14个）
- 南宁市、柳州市、桂林市、梧州市、北海市、防城港市、钦州市、贵港市、玉林市、百色市、贺州市、河池市、来宾市、崇左市

海南省（4个）
- 海口市、三亚市、三沙市、儋州市

### 西南地区
西南地区共有53个地级行政区：
四川省（21个）
- 成都市、自贡市、攀枝花市、泸州市、德阳市、绵阳市、广元市、遂宁市、内江市、乐山市、南充市、眉山市、宜宾市、广安市、达州市、雅安市、巴中市、资阳市、阿坝藏族羌族自治州、甘孜藏族自治州、凉山彝族自治州

贵州省（9个）
- 贵阳市、六盘水市、遵义市、安顺市、毕节市、铜仁市、黔西南布依族苗族自治州、黔东南苗族侗族自治州、黔南布依族苗族自治州

云南省（16个）
- 昆明市、曲靖市、玉溪市、保山市、昭通市、丽江市、普洱市、临沧市、楚雄彝族自治州、红河哈尼族彝族自治州、文山壮族苗族自治州、西双版纳傣族自治州、大理白族自治州、德宏傣族景颇族自治州、怒江傈僳族自治州、迪庆藏族自治州

西藏自治区（7个）
- 拉萨市、日喀则市、昌都市、林芝市、山南市、那曲市、阿里地区

### 西北地区
西北地区共有51个地级行政区：
陕西省（10个）
- 西安市、铜川市、宝鸡市、咸阳市、渭南市、延安市、汉中市、榆林市、安康市、商洛市

甘肃省（14个）
- 兰州市、嘉峪关市、金昌市、白银市、天水市、武威市、张掖市、平凉市、酒泉市、庆阳市、定西市、陇南市、临夏回族自治州、甘南藏族自治州

青海省（8个）
- 西宁市、海东市、海北藏族自治州、黄南藏族自治州、海南藏族自治州、果洛藏族自治州、玉树藏族自治州、海西蒙古族藏族自治州

宁夏回族自治区（5个）
- 银川市、石嘴山市、吴忠市、固原市、中卫市

新疆维吾尔自治区（14个）
- 乌鲁木齐市、克拉玛依市、吐鲁番市、哈密市、昌吉回族自治州、博尔塔拉蒙古自治州、巴音郭楞蒙古自治州、阿克苏地区、克孜勒苏柯尔克孜自治州、喀什地区、和田地区、伊犁哈萨克自治州、塔城地区、阿勒泰地区

## 机构设置
| 行政区类型    | 权力机关     | 权力机关的常设机关         | 行政机关（权力机关的执行机关） | 审判机关     | 检察机关             | 监察机关   |
| ------------- | ------------ | -------------------------- | ------------------------------ | ------------ | -------------------- | ---------- |
| 地级市 自治州 | 人民代表大会 | 人民代表大会常务委员会     | 人民政府                       | 中级人民法院 | 人民检察院           | 监察委员会 |
| 地区 盟       |              | 省级人大常委会的工作委员会 | 行政公署                       | 中级人民法院 | 省级人民检察院的分院 | 监察委员会 |

## 前朝相似行政区类型
- 汉：郡
- 隋、唐：郡、州
- 明、清、民国：道、府、行政督察區

## 其他国家类似行政区类型
在南亚国家，如印度、孟加拉国、巴基斯坦等国，省（邦）与县存在之间存在一种准行政区，多译作专区，参见：印度行政区划、印度分區